# Gennes-Val-de-Loire
Gennes-Val-de-Loire község Franciaország Loire mente régiójában, Maine-et-Loire megyében. Új községként 2016. január 1-jén jött létre Gennes, Chênehutte-Trèves-Cunault, Grézillé, Saint-Georges-des-Sept-Voies és Le Thoureil községek egyesítésével. Az egyesüléskor az új község lélekszáma 5102 fő lett.
2018. január 1-jén Les Rosiers-sur-Loire és Saint-Martin-de-la-Place is beolvadt az új községbe. Lakosainak száma 8452 fő (2022. január 1.).

## Népesség
| Lakosok száma | 8615 | 8724 | 8661 | 8570 | 8480 | 8464 | 8452 |
|               | 2015 | 2017 | 2018 | 2019 | 2020 | 2021 | 2022 |